# Alica (Vorname)
Alica [ˈa.li.t͡sa] ist ein weiblicher Vorname.

## Herkunft und Bedeutung
Beim Namen Alica handelt es sich um die slowakische Form von Alice.

## Verbreitung
Der Name Alica ist in erster Linie in der Slowakei verbreitet und dort sehr geläufig.
In Deutschland ist der Name relativ selten und wird vor allem in Niedersachsen vergeben. Im Jahr 2021 belegte er Rang 461 der Vornamenscharts.

## Varianten
Im okzitanischen Dialekt Nissart existiert die Variante Aliça.
Für weitere Varianten: siehe Adelheid#Varianten

## Namensträger
- Alica Grofová (* 1952), tschechoslowakische Tennisspielerin
- Alica Hubiak (* 1988), deutsche Schauspielerin
- Alica Schmidt (* 1998), deutsche Leichtathletin
- Alica Stuhlemmer (* 1999), deutsche Seglerin.
- Alica Valiulova (* 1984), russisch-deutsche Rechtsanwältin

Zwischenname
- Matilda Alica Cynthia Johnson (* 1958), gambische Bibliothekarin und Schriftstellerin